# Juan Baptista de Pastene
Juan Baptista de Pastene – włoski żeglarz i podróżnik pochodzący z Genui, jako pierwszy wpłynął do Cieśniny Magellana od strony zachodniej. 
Juan Baptista de Pastene służył pod rozkazami gubernatora Chile Pedra de Valdivii. W 1544 roku na czele dwóch okrętów zbadał zachodnie wybrzeża Ameryki Południowej - od Valparaiso do Cieśniny Magellana. Rok później zorganizował komunikację pomiędzy portem La Serena w Chile a Callao w Peru. W 1553 roku prawdopodobnie jako pierwszy wpłynął do Cieśniny Magellana od zachodniej strony. 